# Saison 2018 de l'équipe cycliste Gazprom-RusVelo
La saison 2018 de l'équipe cycliste Gazprom-RusVelo est la septième de cette équipe.

## Préparation de la saison 2018

### Arrivées et départs
Cinq coureurs sont recrutés par Gazprom-RusVelo tandis que dix ne sont pas conservés dans l'effectif, de sorte que celui-ci passe de 23 coureurs en 2017 à 18 en 2018. Trois recrues, Nikolay Cherkasov, Evgeny Kobernyak et Stepan Kurianov, viennent de l'équipe espoirs Gazprom-RusVelo U23. Alexander Vlasov est issu de l'équipe amateur italienne Viris Maserati et Sergey Shilov de l'équipe continentale Lokosphinx. Pavel Brutt, Artur Ershov, Sergey Nikolaev, Artem Ovechkin, Ivan Savitsky, Andrei Solomennikov, Kirill Sveshnikov Alexey Tsatevich, Anton Vorobyev et Aydar Zakarin quittent l'équipe.
| Arrivées          | Équipe 2017         |
| ----------------- | ------------------- |
| Nikolay Cherkasov | Gazprom-RusVelo U23 |
| Evgeny Kobernyak  | Gazprom-RusVelo U23 |
| Stepan Kurianov   | Gazprom-RusVelo U23 |
| Sergey Shilov     | Lokosphinx          |
| Alexander Vlasov  | Viris Maserati      |

| Départs             | Équipe 2018   |
| ------------------- | ------------- |
| Pavel Brutt         |               |
| Artur Ershov        | Marathon-Tula |
| Sergey Nikolaev     |               |
| Artem Ovechkin      | Terengganu    |
| Ivan Savitskiy      |               |
| Andrey Solomennikov |               |
| Kirill Sveshnikov   |               |
| Alexey Tsatevitch   |               |
| Anton Vorobyev      | Moscow Region |
| Aydar Zakarin       |               |

## Coureurs et encadrement technique

### Effectif
L'effectif de Gazprom-RusVelo compte dix-huit coureurs.
| Cycliste            | Date de naissance | Nationalité | Équipe 2017         |  |
| ------------------- | ----------------- | ----------- | ------------------- |  |
| Ildar Arslanov      | 6 avril 1994      | Russie      | Gazprom-RusVelo     |  |
| Igor Boev           | 22 novembre 1989  | Russie      | Gazprom-RusVelo     |  |
| Nikolay Cherkasov   | 26 septembre 1996 | Russie      | Gazprom-RusVelo U23 |  |
| Sergey Firsanov     | 3 juillet 1982    | Russie      | Gazprom-RusVelo     |  |
| Alexander Foliforov | 8 mars 1992       | Russie      | Gazprom-RusVelo     |  |
| Evgeny Kobernyak    | 24 janvier 1995   | Russie      | Gazprom-RusVelo U23 |  |
| Dmitry Kozontchuk   | 5 avril 1984      | Russie      | Gazprom-RusVelo     |  |
| Stepan Kurianov     | 7 décembre 1996   | Russie      | Gazprom-RusVelo U23 |  |
| Sergueï Lagoutine   | 14 janvier 1981   | Russie      | Gazprom-RusVelo     |  |
| Roman Maikin        | 14 août 1990      | Russie      | Gazprom-RusVelo     |  |
| Artem Nych          | 21 mars 1995      | Russie      | Gazprom-RusVelo     |  |
| Alexander Porsev    | 21 février 1986   | Russie      | Gazprom-RusVelo     |  |
| Ivan Rovny          | 30 septembre 1987 | Russie      | Gazprom-RusVelo     |  |
| Alexey Rybalkin     | 16 novembre 1993  | Russie      | Gazprom-RusVelo     |  |
| Evgeny Shalunov     | 8 janvier 1992    | Russie      | Gazprom-RusVelo     |  |
| Sergey Shilov       | 6 février 1988    | Russie      | Lokosphinx          |  |
| Nikolay Trusov      | 2 juillet 1985    | Russie      | Gazprom-RusVelo     |  |
| Alexander Vlasov    | 23 avril 1996     | Russie      | Viris Maserati      |  |

## Bilan de la saison

### Victoires
| Date      | Course                          | Pays   | Classe | Vainqueur  |
| --------- | ------------------------------- | ------ | ------ | ---------- |
| 1/07/2018 | Championnat de Russie sur route | Russie | CN     | Ivan Rovny |

### Résultats sur les courses majeures
Les tableaux suivants représentent les résultats de l'équipe dans les principales courses du calendrier international dans lesquelles l'équipe bénéficie d'une invitation (les cinq classiques majeures et les trois grands tours). Pour chaque épreuve est indiqué le meilleur coureur de l'équipe, son classement ainsi que les accessits glanés par Gazprom-RusVelo sur les courses de trois semaines.

#### Classiques
| Classique            | Milan-San Remo  | Tour des Flandres | Paris-Roubaix | Liège-Bastogne-Liège | Tour de Lombardie |
| -------------------- | --------------- | ----------------- | ------------- | -------------------- | ----------------- |
| Coureur (classement) | Igor Boev (60e) | Non invitée       | Non invitée   | Non invitée          | Non invitée       |

#### Grands tours
| Grand tour           | Tour d'Italie | Tour de France | Tour d'Espagne |
| -------------------- | ------------- | -------------- | -------------- |
| Coureur (classement) | Non invitée   | Non invitée    | Non invitée    |
| Accessits            | -             | -              | -              |